# 让-巴蒂斯特·特雷亚尔
让-巴蒂斯特·特雷亚尔（法語：Jean-Baptiste Treilhard，法語發音：[ʒɑ̃ batist tʁɛjaʁ]，1742年1月3日—1810年12月1日）是法国大革命时期的一位重要的政治家。他以高超的政治智慧度过了共和国和帝国的动荡时期，在重要时刻发挥了决定性的作用。